# Admont
Admont es una ciudad situada en el distrito de Liezen, al noreste del estado austríaco de Estiria, a 20 kilómetros de la ciudad de Liezen. Es famosa por albergar una de las abadías más antiguas del país.

## Geografía

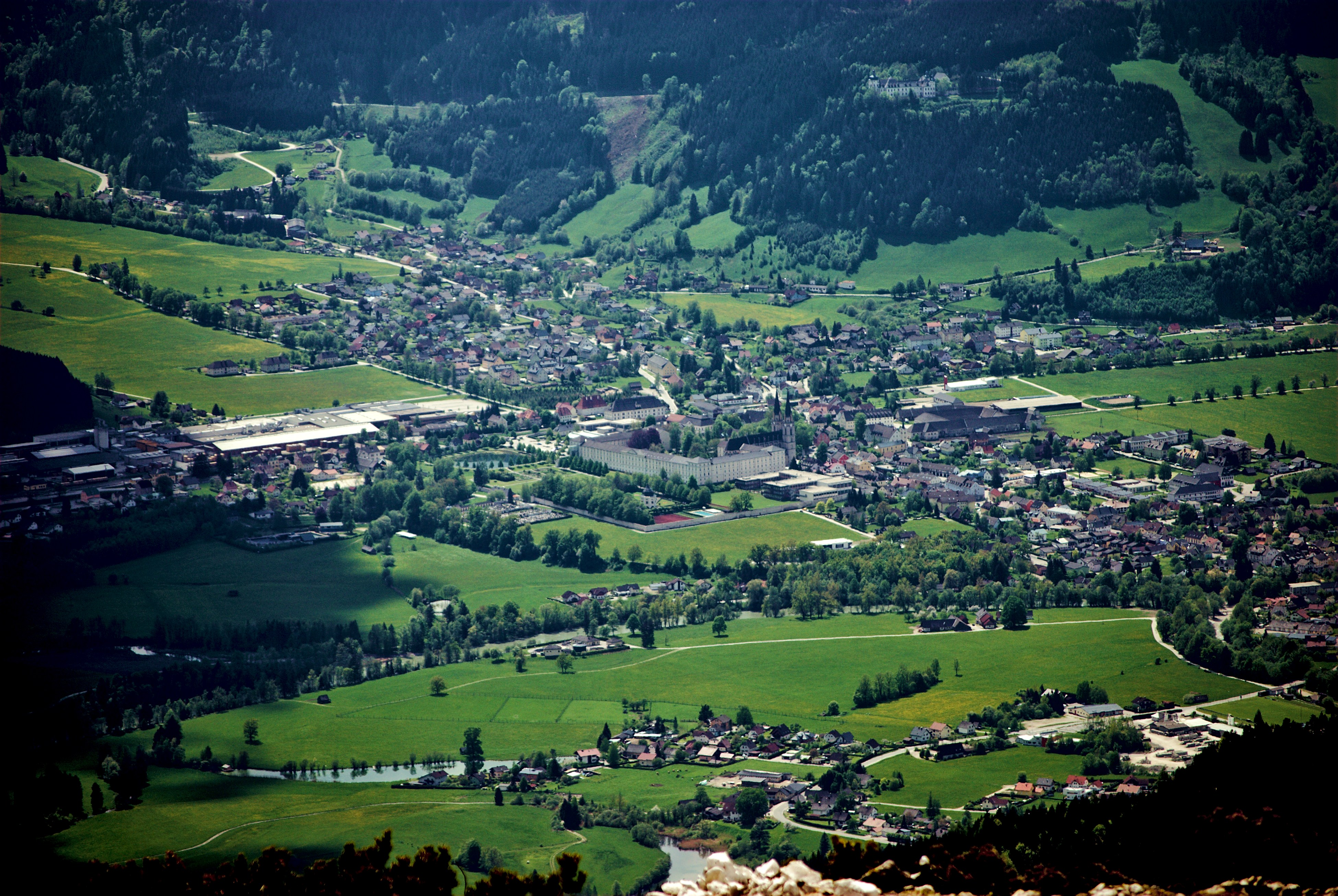
Admont desde el noroeste, de Grabnerstein.

Admont se encuentra en la mitad del río Enns, al oeste de la entrada del parque nacional Gesäuse. En el medio de los Alpes Ennstaler, con las montañas Haller Mauern, Buchstein y Admonter Reichenstein.
En el sur se encuentra el valle de Kaiserau, con sus pistas de esquí sobre el municipio de Admont.

## Historia

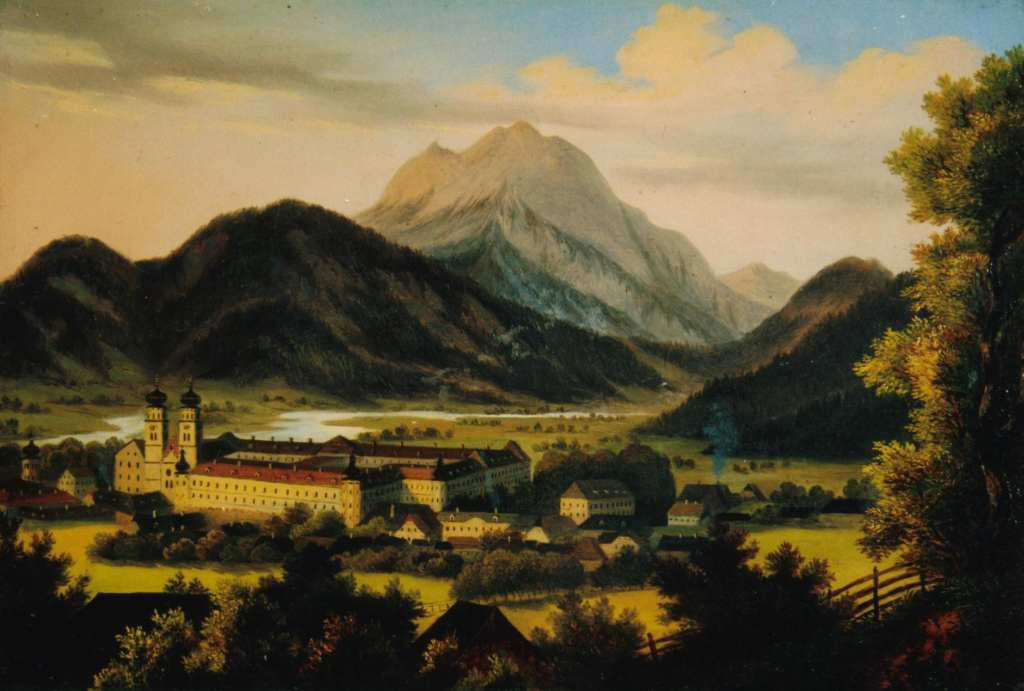
Admont en 1840.

Admont es uno de los asentamientos más antiguos de Estiria. La primera mención del lugar es en año 859 como «Ademundi». La abadía de Admont fue fundada en 1074. En 1292, Admont fue saqueada y conquistada por los rebeldes del Landsberger, siendo restablecida por el Duque Albrecht I. En 1443 se convirtió en sede de la corte del Emperador Federico III de Habsburgo, convirtiéndose legalmente en una ciudad mercado.
El 27 de abril de 1865, un gran incendio destruyó 22 casas del lugar, tomando siete vidas; igualmente afectada sería la abadía, de la que tan sólo sobrevivió la biblioteca. El monasterio sería reconstruido en los años siguientes sobre sus cimientos y se convertiría en el primer edificio importante neogótico de Austria.
En 1977, Admont fue nombrada "Comunidad de Europa" a través de diversas asociaciones.